# Nik Szymanek
Nicholas Szymanek, známější jako Nik Szymanek, je britský amatérský astronom a astrofotograf, žijící v obci West Horndon v hrabství Essex na jihovýchodě Anglie.

## Život a dílo
Je uznávaný zejména za své CCD snímky hlubokého vesmíru a za své příspěvky astronomickému vzdělávání a popularizaci astronomie. Často spolupracuje i s profesionálními astronomy a své fotografie pořizuje pomocí teleskopů umístěných na observatořích na ostrově La Palma (Kanárské ostrovy) a na Havajských ostrovech. Jeho schopnosti pořizování kvalitních snímků a zpracování obrazu mu v roce 2004 vynesly mezinárodní cenu Amateur Achievement Award, udělovanou americkou Pacifickou astronomickou společností. Jeho fotografie jsou zveřejňovány v řadě astronomických periodik a v roce 2005 vydal také knihu o astrofotografii Infinity Rising, která je zčásti sbírkou astronomických fotografií blízkého i vzdáleného vesmíru a zčásti astrofotografickou příručkou.

## Galerie
Spoluautory následujících fotografií jsou Daniel Bramich a Nik Szymanek.

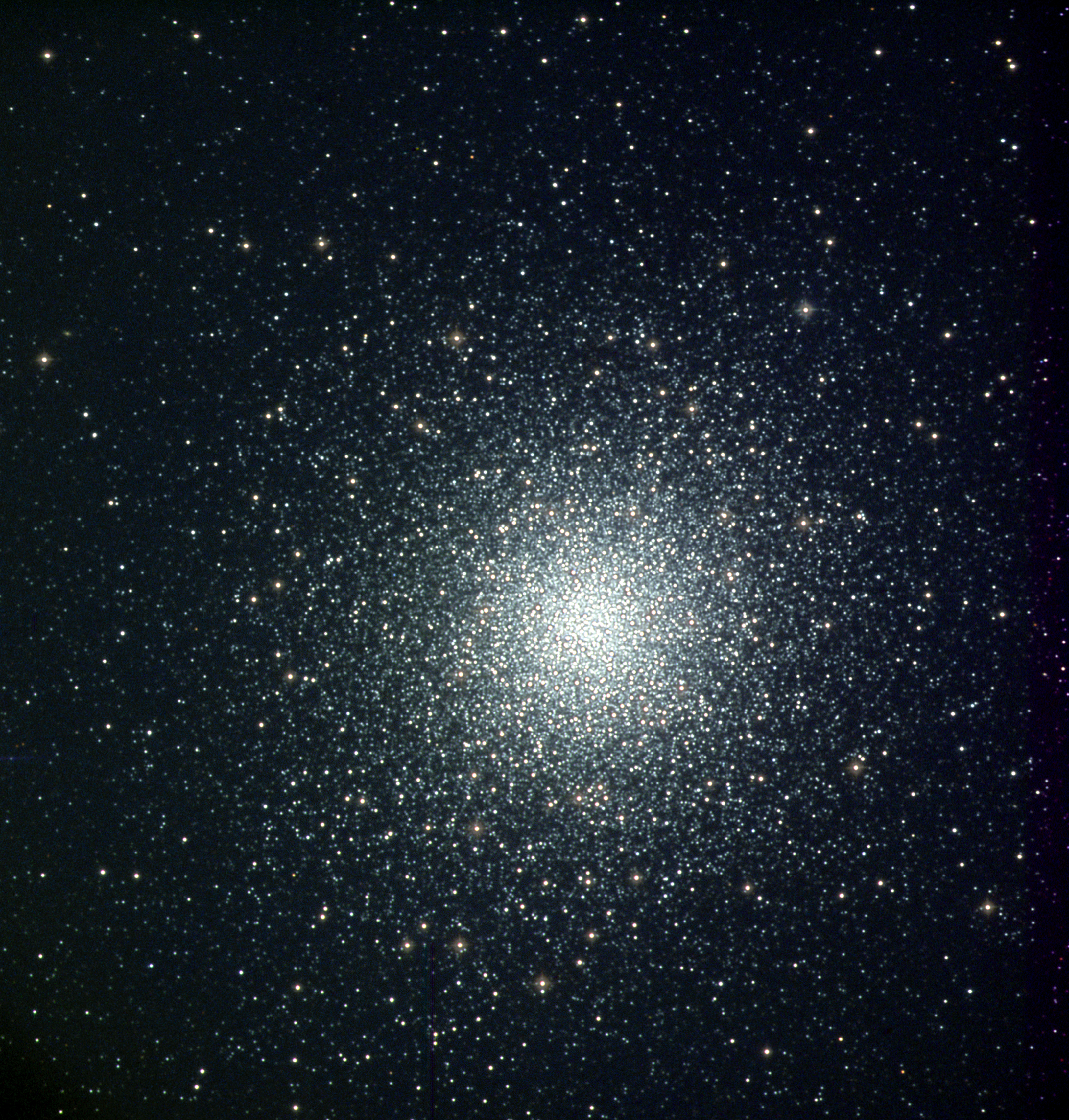
Messier 92
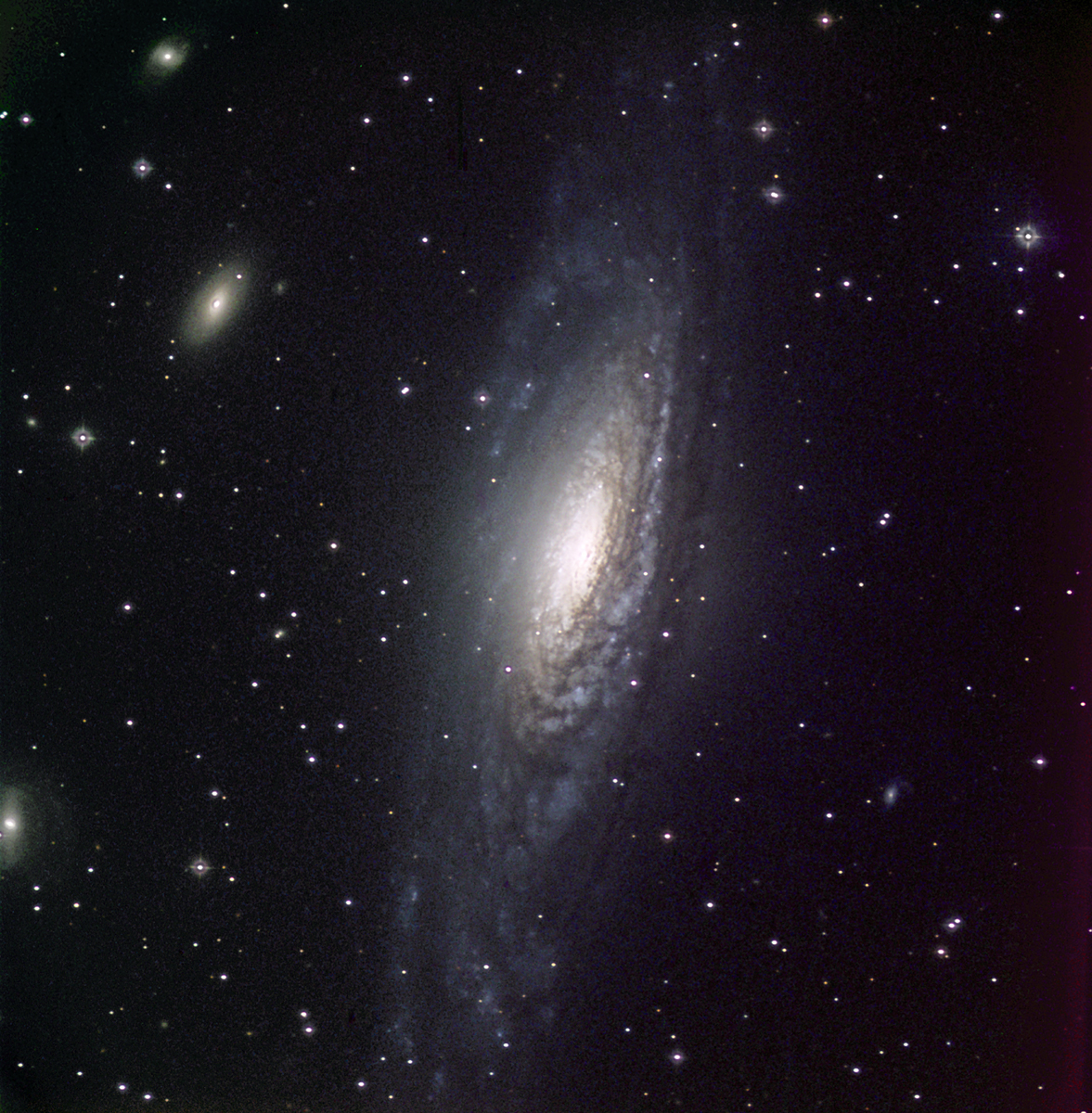
NGC 7331